# Babiki (gmina)
Babiki (do 1944 Odelsk) – dawna gmina wiejska istniejąca w latach 1944–1954 i 1973–1976 w woj. białostockim (dzisiejsze woj. podlaskie). Siedzibą władz gminy były Babiki.
Gminę Babiki utworzono w 1944 roku w powiecie sokólskim w woj. białostockim z zachodniej połowy obszaru przedwojennej gminy Odelsk: Babiki, Bilminy, Chmielewszczyzna, Harkawicze, Horczaki, Miszkieniki Wielkie, Suchynicze, Szczęsnowicze, Usnarz Górny, Wojnowce, Zaśpicze, Zubrzyca Mała i Zubrzyca Wielka (grunty gromad Bilwiny, Harkawicze, Wojnowce, Zaśpicze i Zubrzyca Mała zostały przecięte linią graniczną). Wschodnia połowa z m.in. Odelskiem weszła w struktury administracyjne Związku Radzieckiego, obecnie na Białorusi.
Początkowo niektóre miejscowości weszły przejściowo w skład ZSRR (gromady Jurowlany, Klimówka, Minkowce i Nomiki oraz Grzybowszczyzna z gromady Usnarz Dolny), lecz po zmianie granicy państwowej w 1947 roku powróciły do Polski i dołączyły do gminy Babiki (do Polski w 1947 roku powróciła także należąca przed wojną do gminy Odelsk gromada Tołcze, lecz po powrocie do Polski nie włączono jej do gminy Babiki, lecz do gminy Kuźnica).
Według stanu z dnia 1 lipca 1952 roku gmina składała się z 18 gromad: Babiki, Bilminy, Chmielewszczyzna, Grzybowszczyzna, Harkawicze, Horczaki, Jurowlany, Klimówka, Minkowce, Miszkiniki Wielkie, Nomiki, Suchynicze, Szczęsnowicze, Usnarz Górny, Wojnowce, Zaśpicze, Zubrzyca Mała, Zubrzyca Wielka. Gmina została zniesiona 29 września 1954 roku wraz z reformą wprowadzającą gromady w miejsce gmin.
Gminę reaktywowano w dniu 1 stycznia 1973 roku tymże powiecie i województwie. 1 czerwca 1975 roku gmina znalazła się w nowo utworzonym (mniejszym) woj. białostockim. 1 lipca 1976 roku została zniesiona, a jej obszar włączono do gmin:
- Sokółka (Nomiki i Zaśpicze),
- Szudziałowo (Babiki, Chmielewszczyzna, Grzybowszczyzna, Harkawicze, Horczaki, Knyszewicze, Minkowce, Miszkiniki Wielkie, Suchenicze, Szczęsnowicze, Usnarz Górny, Wojnowce, Zubrzyca Mała i Zubrzyca Wielka).